# Xã Hardin, Quận Pottawattamie, Iowa
Xã Hardin (tiếng Anh: Hardin Township) là một xã thuộc quận Pottawattamie, tiểu bang Iowa, Hoa Kỳ. Năm 2010, dân số của xã này là 1.049 người.